# Plukenetia huayllabambana
Plukenetia huayllabambana är en törelväxtart som beskrevs av Bussmann, C.Téllez och A.Glenn. Plukenetia huayllabambana ingår i släktet Plukenetia och familjen törelväxter.
Artens utbredningsområde är Peru. Inga underarter finns listade i Catalogue of Life.